# Ghena Dimitrova
Ghena Dimitrova (Bulgaars: Гена Анастасия Димитрова) (Beglezh nabij Pleven, 6 mei 1941 - Milaan 11 juni 2005) was een Bulgaars opera-sopraan. Haar stem is bekend om zijn kracht en omvang in operarollen zoals Turandot, in een carrière die vier decennia omvatte.

## Biografie
Ghena Dimitrova begon met zingen in het schoolkoor. Haar krachtige stem leidde ertoe dat haar een plaats aan het Conservatorium van Sofia werd aangeboden, waar ze tussen 1959 en 1964 onder Cristo Brambarov studeerde. Hoewel ze aanvankelijk werd ingedeeld als mezzosopraan werd ze herkend als een sopraan in haar tweede jaar.
Na haar studie aan het Conservatorium van Sofia begon ze zang te onderwijzen. Haar doorbraak kwam in 1967 als Abigaile in een productie van de Bulgaarse Nationale Opera van Giuseppe Verdi's Nabucco nadat enkele andere sopranen waren afgevallen. Dimitrova heeft de veeleisende rol in een week ingestudeerd. In de vroege opnamen heeft Dimitrova's stem nog niet de latere omvang, en in veel van de vroege Nabucco-producties liet ze de optionele hoge C aan het slot van de cabaletta Salgo gia weg, die ze later in haar carrière wel opnam.

## Internationale carrière
Dimitrova, die werd geboren in het Bulgaarse dorp Beglezh, studeerde zang op de Muziekacademie van Sofia en maakte haar professionele debuut in 1965 als sopraan aan de Nationale Opera van Sofia.
Dimitrova won de Sofia International Singing Competition in 1970. De prijs omvatte een studie aan de Scuola di Perfezionamento van het Teatro alla Scala. In 1972 won zij het Concorso Internazionale per Cantanti "Toti Dal Monte", met Giuliano Bernardi.
Ze maakte haar Italiaanse debuut als Turandot in Treviso in 1975, en vervulde dezelfde rol voor haar debuut in 1983 aan het Teatro alla Scala tegenover de tenor Plácido Domingo in Franco Zeffirelli's rijke productie. Haar Turandot is ook bewaard in een video van de productie van 1983 in de Arena di Verona met Nicola Martinucci en Cecilia Gasdia.
In de daaropvolgende jaren trad ze op aan het Teatro alla Scala van Milaan, de Wiener Staatsoper, de Opéra de Paris, de Berliner Staatsoper, het Royal Opera House Covent Garden, en de Metropolitan Opera in New York.
Haar debuut in de Verenigde Staten werd in 1981 de uitvoering van de rol van Elvira in Ernani. Ze zong op de Barbican Arts Centre in Amilcare Ponchielli's opera La Gioconda in 1983 voor zij haar debuut in hetzelfde jaar maakte aan het Royal Opera House Covent Garden. Haar late debuut schreef ze later toe aan "de politiek".
Elvio Giudici, een van Italiës grootste operacritici, zei dat Dimitrova's stem opmerkelijk is vanwege zijn kracht en de omvang. Volgens hem was Dimitrova's stijl bijzonder geschikt voor spectaculaire prestaties, maar hij voegde eraan toe dat ze "zeer veelzijdig" was. "Ze was een zeer genereuze zangeres," zei Giudici in een telefonisch vraaggesprek. "Ze gaf geen originele interpretaties, ze opende geen nieuwe horizonten, maar liep op het pad van de bestendigde traditie."
Dimitrova verscheen voor het eerst aan de Metropolitan Opera in New York in 1987 in de titelrol van Puccini's Turandot, een partij die een enorme stemkracht vergt en hoge noten die de zware orkestratie kunnen doorklieven.
"Ze is een wonder", schreef Manuela Hoelterhoff, de muziekcriticus van The Wall Street Journal, in haar recensie. "Het jarenlang zingen van de partij van de ijsprinses in Wenen, Verona en Milaan hebben haar doordringende sopraan nauwelijks minder scherp gemaakt, noch haar bereik verminderd."
De praktische diva koos haar partijen zorgvuldig.
"Ik heb een zeer sonore stem, er zijn er maar heel weinig als de mijne vandaag de dag," heeft Dimitrova eens gezegd. "Turandot is dan wel niet mijn favoriete partij, maar deze doet de stem goed tot zijn recht komen. Gelet op de manier waarop de muziek is geschreven, moet je een stem als een trompet hebben om de rol tot zijn recht te laten komen."
Zij zal worden herinnerd vanwege haar prestaties in Aida, Il trovatore, Tosca, Cavalleria Rusticana, Manon Lescaut, Macbeth en Otello. Een van de hoogtepunten van haar carrière was haar verschijning als Abigaile in Giuseppe Verdi's Nabucco.
Nadat ze zich in 2001 van het toneel had teruggetrokken, bleef Dimitrova actief door te werken met jonge zangers. Een van haar beste studenten is de sopraan Elena Baramova.
Dimitrova overleed in Milaan op 11 juni 2005. Zij werd beschouwd als een nationale held in Bulgarije, en het staatspersbureau BTA meldde dat een fonds zou worden opgericht met haar naam ter ondersteuning van jonge operatalenten.